# Nicolae Paulescu

Tricolore con una svastica - la bandiera del «Partito Nazionale Cristiano» di Păulescu

Nicolae Constantin Paulescu (Bucarest, 30 ottobre 1869 – Bucarest, 17 luglio 1931) è stato un medico e politico rumeno.

## La cura del diabete
Nel 1921 Paulescu, primo al mondo, scoprì come curare il diabete, tanto che l'anno successivo, per la precisione il 10 aprile del 1922, ottenne il brevetto per la scoperta della Pancreina.
Nel febbraio del 1922 due ricercatori dell'Università di Toronto, il dottor Frederick Grant Banting ed il biochimico John James Rickard Macleod, pubblicarono sul «Journal of Laboratory and Clinical Medicine» un saggio sui risultati positivi, nella normalizzazione dei livelli glicemici, ottenuti su un cane diabetico con l'uso di un estratto pancreatico acqueo. Sennonché i due ricercatori sembrarono aver semplicemente messo in pratica ciò che Paulescu aveva scritto nei suoi lavori e in particolare in un saggio del 22 giugno dell'anno precedente. I due studiosi, d'altronde, rimandarono espressamente a quell'articolo scientifico, affermando di confermare i rivoluzionari risultati ottenuti da Paulescu. Nel 1923, il comitato per il Nobel di Stoccolma assegnò il Premio per la Fisiologia e la Medicina a Banting e Macleod, ignorando del tutto il lavoro e le ricerche di Paulescu. Tutte le proteste e i nuovi lavori di Paulescu, pubblicati sugli «Archives Internationales de Physiologie», si rivelarono inutili.